# 蒲生駅

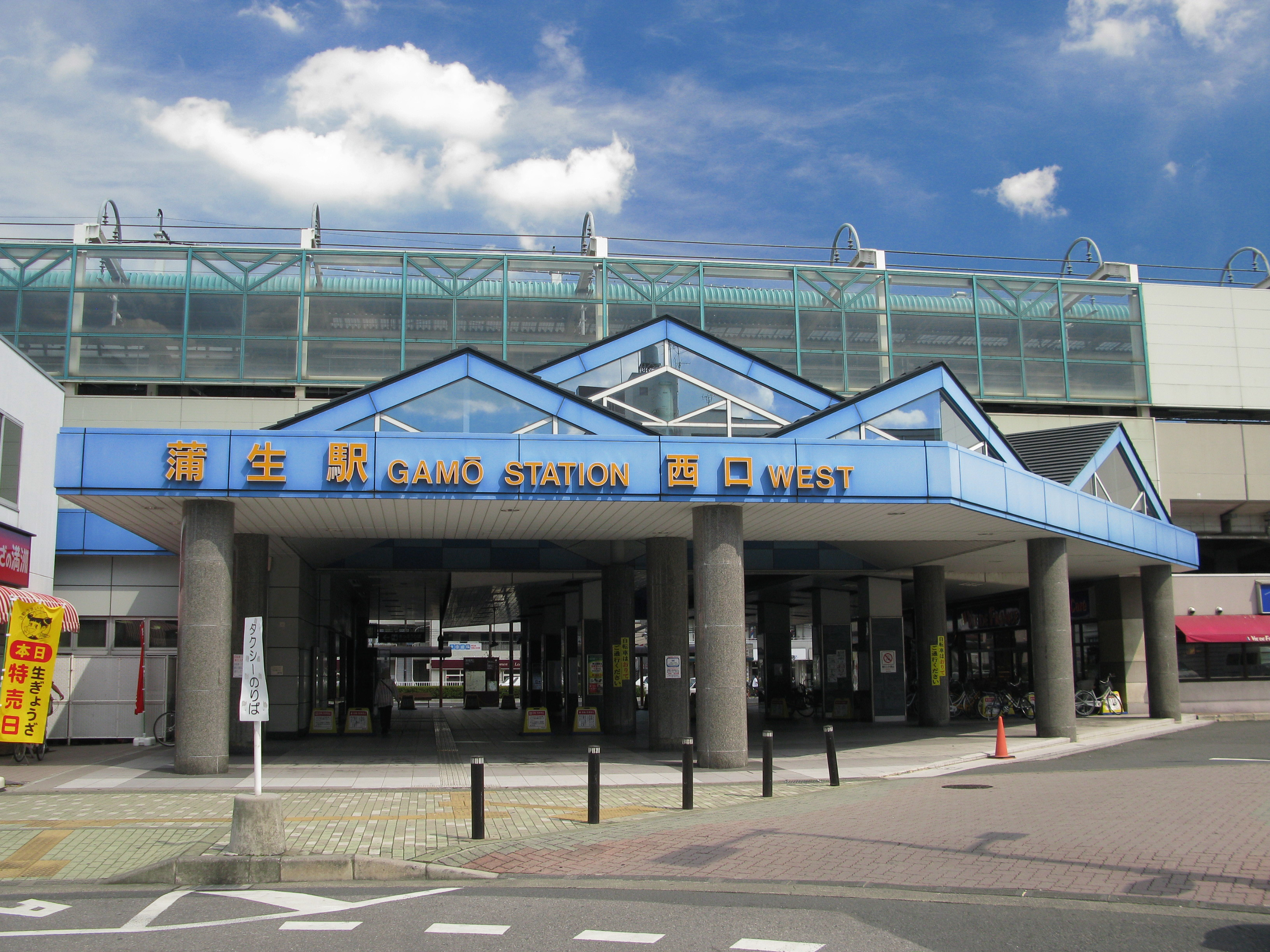
西口（2012年9月）

蒲生駅（がもうえき）は、埼玉県越谷市蒲生寿町にある、東武鉄道伊勢崎線の駅である。「東武スカイツリーライン」の愛称区間に含まれている。駅番号はTS 19。

## 年表
- 1899年（明治32年）12月20日：開設[1]。
- 1908年（明治41年）12月25日：南側へ1.2 km移転（現在地）[2]。
- 1993年（平成5年）10月8日：下り線高架化[3]。
- 1994年（平成6年）11月12日：上り線高架化[4]。
- 1995年（平成7年）12月28日：エレベーター1基・エスカレーター1基使用開始。
- 1998年（平成10年）：新駅舎完成。
- 2008年（平成20年）3月25日：東京都道・埼玉県道49号足立越谷線と蒲生駅東口を結ぶ都市計画道路蒲生駅東口線開通。
- 2012年（平成24年）
  - 3月15日：発車メロディ導入。
  - 3月17日：TS 19の駅番号設定[5]。
- 2024年（令和6年）10月8日：ホームドア使用開始[6]。

## 駅構造
島式ホーム1面4線を有する高架駅。緩行線のみホームがある。地上駅時代は上り線が単式ホーム・下り線が島式ホームの2面3線であった。中線は上下共用で、特急などの通過待ちを行っていた。高架工事中、下り線は高架化 - 複々線完了まで下り急行線に仮ホームを設置し、営業していた。

### のりば
| 番線 | 路線                   | 方向 | 行先             |
| ---- | ---------------------- | ---- | ---------------- |
| 1    | 東武スカイツリーライン | 上り | 浅草方面         |
| 2    | 東武スカイツリーライン | 下り | 東武動物公園方面 |

- 上記路線名は旅客案内上の名称（「東武スカイツリーライン」は愛称）で表記している。

## 利用状況
2024年度（令和6年度）の1日平均乗降人員は17,051人である。
近年の1日平均乗降人員の推移は下記の通り｡
| 年度               | 1日平均 乗降人員 | 出典       |
| ------------------ | ---------------- | ---------- |
| 1960年（昭和35年） | 2,802            |            |
| 1965年（昭和40年） | 12,813           |            |
| 1970年（昭和45年） | 23,119           |            |
| 1975年（昭和50年） | 23,832           |            |
| 1980年（昭和55年） | 21,875           |            |
| 1985年（昭和60年） | 22,493           |            |
| 1990年（平成02年） | 25,296           |            |
| 1993年（平成05年） | 25,238           | [ 10 ]     |
| 1998年（平成10年） | 19,276           |            |
| 1999年（平成11年） | 18,786           |            |
| 2000年（平成12年） | 18,318           |            |
| 2001年（平成13年） | 17,630           |            |
| 2002年（平成14年） | 17,302           |            |
| 2003年（平成15年） | 16,957           |            |
| 2004年（平成16年） | 16,820           |            |
| 2005年（平成17年） | 16,641           |            |
| 2006年（平成18年） | 16,688           |            |
| 2007年（平成19年） | 16,942           |            |
| 2008年（平成20年） | 17,067           |            |
| 2009年（平成21年） | 16,883           |            |
| 2010年（平成22年） | 16,867           |            |
| 2011年（平成23年） | 16,688           |            |
| 2012年（平成24年） | 17,031           |            |
| 2013年（平成25年） | 17,143           |            |
| 2014年（平成26年） | 17,027           |            |
| 2015年（平成27年） | 17,372           |            |
| 2016年（平成28年） | 17,422           |            |
| 2017年（平成29年） | 17,571           |            |
| 2018年（平成30年） | 17,685           | [ 東武 3 ] |
| 2019年（令和元年） | 17,476           | [ 東武 4 ] |
| 2020年（令和02年） | 14,024           | [ 東武 5 ] |
| 2021年（令和03年） | 14,590           | [ 東武 6 ] |
| 2022年（令和04年） | 15,617           | [ 東武 7 ] |
| 2023年（令和05年） | 16,600           | [ 東武 8 ] |
| 2024年（令和06年） | 17,051           | [ 東武 1 ] |

## 駅周辺
- 東武ストア 蒲生店
- 蒲生商店街
- 埼玉県道324号蒲生岩槻線
- 越谷市消防署蒲生分署
- 越谷登戸郵便局
- 越谷大間野郵便局
- 東武こしがや自動車教習所
- 日本エレベーター製造埼玉工場
- 栃木銀行蒲生支店

### バス路線
西口はかつて朝日バスやグローバル交通路線が発着していたが、2020年（令和2年）現在乗り入れるバスはない。
東口は東武バスセントラルの深夜急行バスが降車扱いのみで停車する。

## 隣の駅
東武鉄道
 東武スカイツリーライン
■急行・■区間急行・■準急・■区間準急
通過
■普通
新田駅 (TS 18) - 蒲生駅 (TS 19) - 新越谷駅 (TS 20)